# Paraconger californiensis
Paraconger californiensis är en fiskart som beskrevs av Kanazawa, 1961. Paraconger californiensis ingår i släktet Paraconger och familjen havsålar. IUCN kategoriserar arten globalt som livskraftig. Inga underarter finns listade i Catalogue of Life.